# Oxyd
『OXYD』（オクシド）は、 Dongleware Verlags GmbH.が開発し1990年に発売されたアクションパズルゲームである。

## 概要
ゲームソフトウェアはAtari ST、MS-DOS、Classic Mac OS上で動作する。
IBMのMS-DOS搭載PCにプリインストールされていた事もあり、日本においても日本語化されたバージョンが流通している。

## ゲームシステム

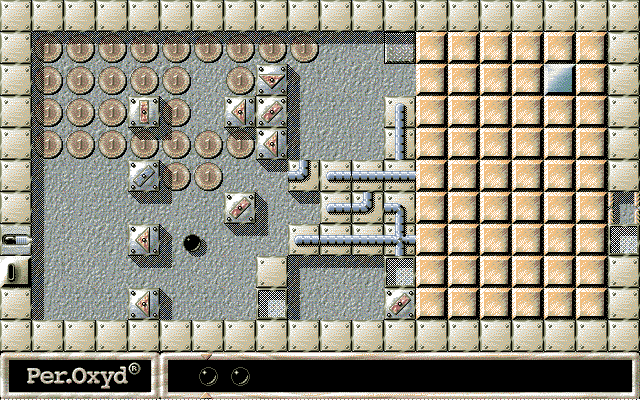
Oxydのステージ

プレイヤーは黒いボールを転がし、OXYDと呼ばれる酸素発生機を起動させることを目的とする。起動する方法としてはステージ上にスイッチが配置されており、ボールで体当たりする事によりスイッチを反応させることができる。スイッチには伏せられた状態で色が割り当てられており、神経衰弱の要領でペアになるようにスイッチをONにしていき、ステージ上の全てのペアを揃えるとクリアとなる。
ステージ上には落とし穴やボールが沈む場所などトラップや行く手を阻むブロックが配置されており、爆弾やダイナマイトなどステージ上の様々なアイテムを駆使しながら障害物を攻略する事でクリアしていくことになる。可動式の木製ブロック、レーザー、ミラー、隠された通路、崩れる床もレベルが上がるにつれて登場する。